# شوتا کوبایاشی
شوتا کوبایاشی (انگلیسی: Shota Kobayashi؛ زادهٔ ۱۱ مهٔ ۱۹۹۱) بازیکن فوتبال اهل ژاپن است.